# 聚头帚菊
聚头帚菊（学名：Pertya desmocephala），为菊科帚菊属下的一个植物种。